# Manhumirim
Manhumirim là một đô thị thuộc bang Minas Gerais, Brasil. Đô thị này có diện tích 183,588 km², dân số năm 2007 là 20209 người, mật độ 120,1 người/km².